# Pronefros
Pronefros (pronephros, také předledvina) je typ ledviny vyskytující se v zárodečném stadiu obratlovců a u larev kruhoústých či obojživelníků, v dospělosti plní svou funkci jen zřídka (např. jako tzv. hlavová ledvina u některých kostnatých ryb). Obvykle ho však záhy nahrazuje mezonefros. Vzniká z nefrotomů v přední části ledvinové embryonální tkáně odštěpené ze stěny coelomu. Pronefros si však často uchovává s coelomem spojení a odpadní látky často ústí právě do coelomové dutiny.
U člověka jsou určité rudimenty pronefrosu patrné během čtvrtého týdne zárodečného vývoje. Na počátku 4. týdne se objevuje 7–10 skupin buněk v krční oblasti zárodku, dochází ke vzniku jistých nefrotomů, ale na konci 4. týdne již po nich není památky.